# وتاسكوين (ألبرتا)

مقاطعة البرتا

وتاسكوين (بالإنجليزية: name)‏ بلدة كندية في مقاطعة ألبرتا.

## جغرافيتها
تبلغ مساحتها 16.74 كلم2 وعدد سكانها بحسب إحصائية سنة 2006 حوالي 11,673 نسمة بكثافة 698 نسمة/كلم2. وإحداثياتها هي 52.96947°N 113.3769°W.

## المناخ
يظهر الجدول التالي التغييرات المناخية على مدار السنة لوتاسكوين:
| البيانات المناخية لـوتاسكوين      | البيانات المناخية لـوتاسكوين | البيانات المناخية لـوتاسكوين | البيانات المناخية لـوتاسكوين | البيانات المناخية لـوتاسكوين | البيانات المناخية لـوتاسكوين | البيانات المناخية لـوتاسكوين | البيانات المناخية لـوتاسكوين | البيانات المناخية لـوتاسكوين | البيانات المناخية لـوتاسكوين | البيانات المناخية لـوتاسكوين | البيانات المناخية لـوتاسكوين | البيانات المناخية لـوتاسكوين | البيانات المناخية لـوتاسكوين |
| الشهر                             | يناير                        | فبراير                       | مارس                         | أبريل                        | مايو                         | يونيو                        | يوليو                        | أغسطس                        | سبتمبر                       | أكتوبر                       | نوفمبر                       | ديسمبر                       | المعدل السنوي                |
| --------------------------------- | ---------------------------- | ---------------------------- | ---------------------------- | ---------------------------- | ---------------------------- | ---------------------------- | ---------------------------- | ---------------------------- | ---------------------------- | ---------------------------- | ---------------------------- | ---------------------------- | ---------------------------- |
| الدرجة القصوى °م (°ف)             | 11.5 (52.7)                  | 15 (59)                      | 25.0 (77.0)                  | 28.5 (83.3)                  | 34.0 (93.2)                  | 34.5 (94.1)                  | 36.0 (96.8)                  | 35.5 (95.9)                  | 32.5 (90.5)                  | 29.5 (85.1)                  | 18.5 (65.3)                  | 16.0 (60.8)                  | 36.0 (96.8)                  |
| متوسط درجة الحرارة الكبرى °م (°ف) | −5.2 (22.6)                  | −2.2 (28.0)                  | 2.6 (36.7)                   | 11.8 (53.2)                  | 17.8 (64.0)                  | 21.4 (70.5)                  | 24.0 (75.2)                  | 22.8 (73.0)                  | 18.1 (64.6)                  | 11.1 (52.0)                  | 0.7 (33.3)                   | −2.7 (27.1)                  | 10.0 (50.0)                  |
| المتوسط اليومي °م (°ف)            | −10.5 (13.1)                 | −7.9 (17.8)                  | −2.9 (26.8)                  | 5.4 (41.7)                   | 11.0 (51.8)                  | 15.2 (59.4)                  | 17.6 (63.7)                  | 16.2 (61.2)                  | 11.5 (52.7)                  | 5.0 (41.0)                   | −4.2 (24.4)                  | −7.9 (17.8)                  | 4.1 (39.4)                   |
| متوسط درجة الحرارة الصغرى °م (°ف) | −15.7 (3.7)                  | −13.6 (7.5)                  | −8.3 (17.1)                  | −1.1 (30.0)                  | 4.2 (39.6)                   | 9.0 (48.2)                   | 11.2 (52.2)                  | 9.6 (49.3)                   | 4.7 (40.5)                   | −1.2 (29.8)                  | −9 (16)                      | −13.1 (8.4)                  | −2.0 (28.4)                  |
| أدنى درجة حرارة °م (°ف)           | −40.0 (−40.0)                | −39.5 (−39.1)                | −34.0 (−29.2)                | −19.5 (−3.1)                 | −9.5 (14.9)                  | 0.5 (32.9)                   | 3.0 (37.4)                   | −2.5 (27.5)                  | −7 (19)                      | −22.5 (−8.5)                 | −33 (−27)                    | −37.5 (−35.5)                | −40.0 (−40.0)                |
| الهطول مم (إنش)                   | 27.9 (1.10)                  | 18.4 (0.72)                  | 26.7 (1.05)                  | 30.7 (1.21)                  | 51.2 (2.02)                  | 79.4 (3.13)                  | 92.3 (3.63)                  | 60.7 (2.39)                  | 41.7 (1.64)                  | 24.8 (0.98)                  | 25.0 (0.98)                  | 18.7 (0.74)                  | 497.2 (19.57)                |
| معدل هطول الأمطار مم (إنش)        | 1.7 (0.07)                   | 0.4 (0.02)                   | 2.9 (0.11)                   | 18.3 (0.72)                  | 46.3 (1.82)                  | 79.4 (3.13)                  | 92.3 (3.63)                  | 60.7 (2.39)                  | 40.9 (1.61)                  | 14.2 (0.56)                  | 2.3 (0.09)                   | 1.2 (0.05)                   | 360.5 (14.19)                |
| متوسط تساقط الثلوج سم (إنش)       | 26.2 (10.3)                  | 18.0 (7.1)                   | 23.7 (9.3)                   | 12.4 (4.9)                   | 4.9 (1.9)                    | 0 (0)                        | 0 (0)                        | 0 (0)                        | 0.8 (0.3)                    | 10.6 (4.2)                   | 22.8 (9.0)                   | 17.5 (6.9)                   | 136.8 (53.9)                 |
| المصدر: Environment Canada        |                              |                              |                              |                              |                              |                              |                              |                              |                              |                              |                              |                              |                              |

## أعلام
- جوستين بوشارد
- ألين يورك
- بريت جلادمان
- دالاس شميت
- هاري أندرو مور